# Careproctus sandwichensis
Careproctus sandwichensis är en fiskart som beskrevs av Anatoly Petrovich Andriashev och Stein, 1998. Careproctus sandwichensis ingår i släktet Careproctus och familjen Liparidae. Inga underarter finns listade.